# Gullgård
Gullgård is een plaats in de gemeente Ånge in het landschap Medelpad en de provincie Västernorrlands län in Zweden. De plaats heeft 103 inwoners (2005) en een oppervlakte van 23 hectare.